# CV-500
L'autovia CV-500, coneguda com a autopista del Saler i carretera del Saler, pertany a la Xarxa de carreteres del País Valencià, comunica la ciutat de València amb el municipi de Sueca. Des de la pedania del Saler continua en forma de carretera convencional fins a la C-502 i les Palmeres, Sueca.

## Nomenclatura

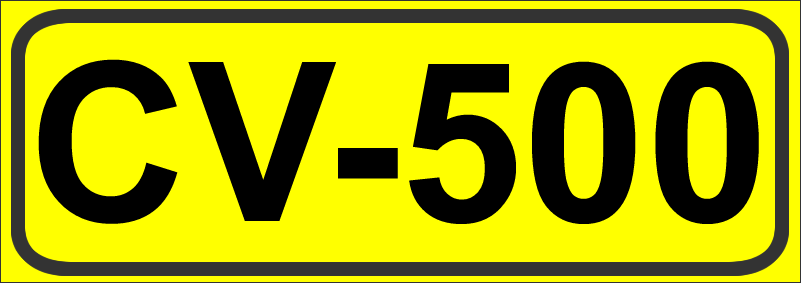
Indicador

La carretera CV-500 (l'Autopista del Saler i, a partir d'aquest poble, la Carretera del Saler) pertany a la Xarxa de carreteres de la Generalitat Valenciana, i comunica València amb la costa de l'Albufera, inclosa al terme municipal de la capital valenciana.

## Història
Anteriorment, la CV-500 era una carretera convencional que comunicava el districte dels Pobles del Sud amb la capital, i el seu recorregut era més o menys el mateix d'ara. Es tractava d'una carretera local que unia la ciutat de València amb les pedanies del Saler i del Perellonet, i també amb l'entitat local suecana del Perelló, travessant-ne els nuclis urbans. A causa de la gran afluència estiuenca entre la capital i el Saler, es decidí crear una variant fins al suara dit poble que aniria fora del nucli urbà, a fi de fer més fluid el trànsit. Part del tram de carretera convencional passà, doncs, a ser la CV-5010.

## Traçat actual
La CV-500 és actualment coneguda com a l'autopista del Saler fins a la redona al sud del poble, on es convertix en carretera normal. És un eix viari important que comunica la ciutat de València amb la costa en direcció a Cullera, travessant les pedanies de Pinedo i el Saler, i com a carretera convencional, i les del Perellonet, el Perelló (Sueca) i les Palmeres (Cullera). Inicia el seu recorregut al carrer de l'Alcalde Reig, València, tot just abans del pont de Montolivet.

## Futur de la CV-500
De moment no hi ha futurs projectes per a la CV-500.